# Piotr Chmielowski
Piotr Chmielowski, född 9 februari 1848, död 22 april 1904, var en polsk litteratur- och kulturhistoriker.
Chmielowski föreläste från 1882 vid Warszawas universitet, och blev 1893 professor i Lwów. Utgången ur positivismen, lade Chmielowski gruden till en metodisk litteraturkritik i sitt hemland. Hans väldiga produktion utmärker sig för grundlighet och vederhäftighet och omfattar ingående studier över Adam Mickiewicz och Henryk Sienkiewicz, en bok om kvinnorna hos Mickiewicz, Juliusz Słowacki och Zygmunt Krasiński, en detaljrik framställning av liberalismens och obskurantismens kamp i Litauen och Ukraina. Som hans främsta verk räknas Polska litteraturens historia (6 band, 1899-1902). Chmielowskis sista verk ägnades Litteraturkritiken i Polen (1902).